# Dipsocoromorpha
Infra-ordre
Les Dipsocoromorpha constituent un infra-ordre d'insectes hémiptères du sous-ordre des hétéroptères (punaises). Il compte pas loin de 500 espèces décrites dans six  familles et une septantaine de genres.
Ces insectes sont nommés en anglais «litter bugs», c'est-à-dire « punaises de litière », car la plupart se rencontrent dans les litières de feuilles, mais pas seulement. C'est le groupe le moins connu des Hétéroptères.

## Description
Ces punaises très petites (elles mesurent entre 0,5 et 4 mm de longueur), sont de forme subovale, avec une tête souvent fortement déclive, des antennes à 4 articles dont les deux premiers sont généralement courts à très courts et renflés (le second au maximum du double de la longueur du premier) et les segments 3 et 4 longs, flagelliformes, beaucoup plus fin que les deux premiers, avec de longs poils érigés à semi-érigés. Le rostre compte trois à quatre segments, atteignant généralement les hanches médianes. Les lobes antérieurs et postérieurs du pronotum sont peu distincts. Les ailes antérieures sont souvent peu sclérifiées, parfois élytriformes. Les ailes postérieures ont parfois des lobes profondément incisés. Les tarses ont des griffes de même longueur. Les spiracles (ou stigmates) abdominaux sont de nombre variable, entre 0 et 7. Les genitalia mâles sont parfois complexes et souvent dissymétriques (sauf chez quelques Ceratocombidae),.

## Biologie
Les Dipsocoromorpha habitent le sol toujours avec une certaine humidité, la litière, le bois en décomposition, ou, pour les Dipsocoridae, les zones de graviers et de sable au bord des cours d'eau, voire des lacs, ou les sphaignes et les mousses.
La plupart semblent être des prédateurs de petits arthropodes. En captivité, des espèces ont été nourries avec des larves de chironomidae, des collemboles et des petits acariens.

## Distribution
L'infra-ordre des Dipsocoromorpha est cosmopolite mais les zones néotropicale et australasienne comptent le plus d'espèces décrites.
En Europe, les deux seules familles représentées sont les Ceratocombidae (avec 4 espèces) et les Dipsocoridae (avec 8 espèces).

## Classification
Selon les sites de référence, ce groupe aurait été décrit par Carl August Dohrn en 1859, ou par Shōichi Miyamoto en 1961. Le groupe des Dipsocoromorpha semble former un clade cohérent. Historiquement, les Dipsocoromorpha ont souvent été associé aux Enicocephalomorpha. Sa définition actuelle est celle établie par Pavel Štys et I. M. Kerzhner en 1975. L'utilisation des dénominations des familles et des sous-familles ont également varié dans l'histoire. Les termes de Dipsocoridae et de Cryptostemmatidae ont été utilisés parfois pour décrire l'ensemble des Dipsocoromorpha, parfois pour regrouper les Dipsocoridae et les Ceratocombidae, ou encore les Dipsocoridae, les Ceratocombidae et les Hypsipterygidae. Alors que jusqu'à récemment, le groupe a compté cinq familles, les Ceratocombidae, les Dipsocoridae, les Hypsipterygidae, les Schizopteridae et les Stemmocryptidae. Mais la première n'était pas monophylétique dans sa définition classique, et les Trichotonanninae en ont été retirés et élevés au rang de famille à part entière, les Trichotonannidae.
Dans le sous-ordre des Hétéroptères, les Dipsocoromorpha auraient divergé à la fin du Trias ou au début du Crétacé, mais peu de fossiles permettent de documenter l'histoire de ce groupe. Les plus anciens fossiles trouvés datent du Toarcien, à la fin du Jurassique inférieur (env. −183 à −182 millions d'années), mais sont rares en raison notamment de leur petite taille. La phylogénie des taxons supérieurs restent discutée. Aujourd'hui, plusieurs études placent les Dipsocoromorpha dans un clade en commun avec les Gerromorpha et les Enicocephalomorpha,. Pour Weirauch et al. (2011), ce clade serait le second à avoir divergé après les Nepomorpha, qui serait le groupe basal. Pour Liu et al (2018), ce serait au contraire le clade basal de l'ordre. Cette problématique reste irrésolue.

### Arbre desHeteropteraselon Weirauch et al. 2011
- Heteroptera
  - Nepomorpha
  - 
    - 
      - Gerromorpha
      - 
        - Enicocephalomorpha
        - Dipsocoromorpha

    - Geoheteroptera
      - Leptopodomorpha
      - Terheteroptera
        - Cimicomorpha
        - Pentatomomorpha

### Arbre desHeteropteraselon Liuet al.2018
- Heteroptera
  - 
    - Dipsocoromorpha
    - 
      - Gerromorpha
      - Enicocephalomorpha

  - Panheteroptera
    - Nepomorpha
    - 
      - Leptopodomorpha
      - Terheteroptera
        - Cimicomorpha
        - Pentatomomorpha

Au total, le nombre d'espèces décrites avoisine les 500 espèces dans environ 70 genres, dont beaucoup depuis les années 1990 et 2000, mais de très nombreuses espèces restent à décrire.

### Liste des familles
Selon Aberlenc & al.(2020) et Schuh et Weirauch (2020), les familles sont les suivantes :
- Ceratocombidae Fieber, 1860
- Dipsocoridae Dohrn, 1859
- Hypsipterygidae Drake, 1961
- Schizopteridae Reuter, 1891
- Stemmocryptidae Štys, 1983
- Trichotonannidae Štys, 1970

ainsi qu'une famille fossile: †Cuneocoridae Handlirsch 1920.

## Galerie

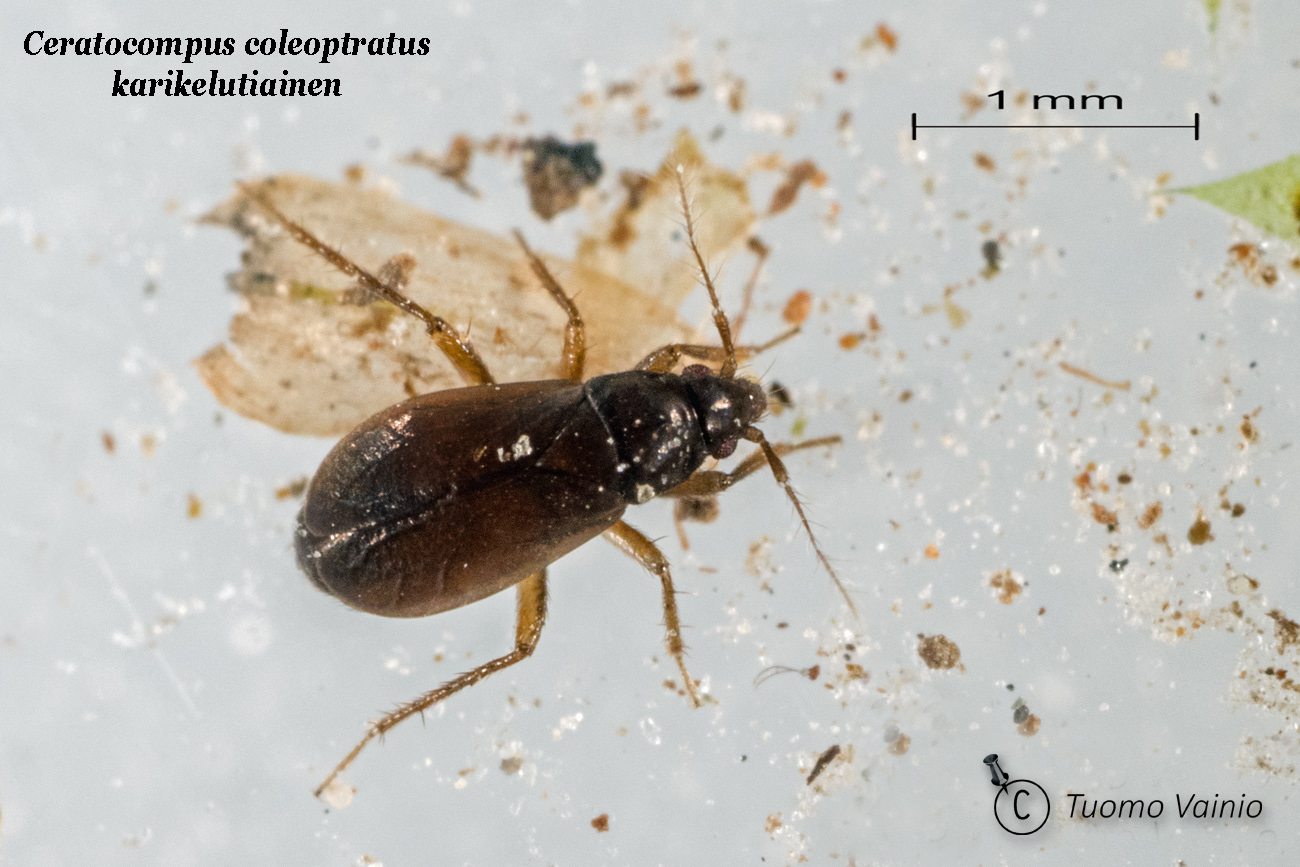
Ceratocombidae: Ceratocombus coleoptratus, Finlande.
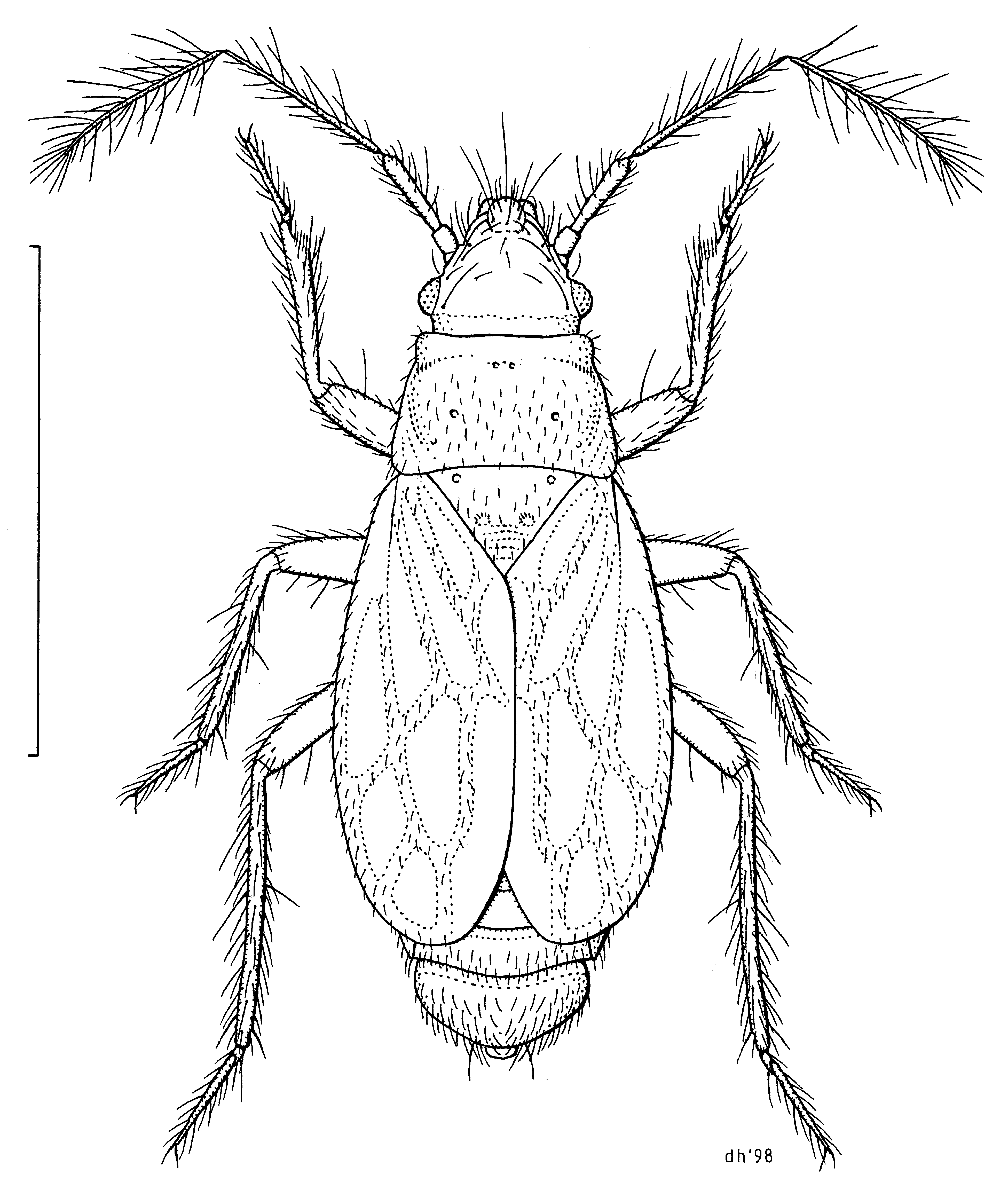
Ceratocombidae: espèce de Nouvelle-Zélande, dessin de Des Helmore.
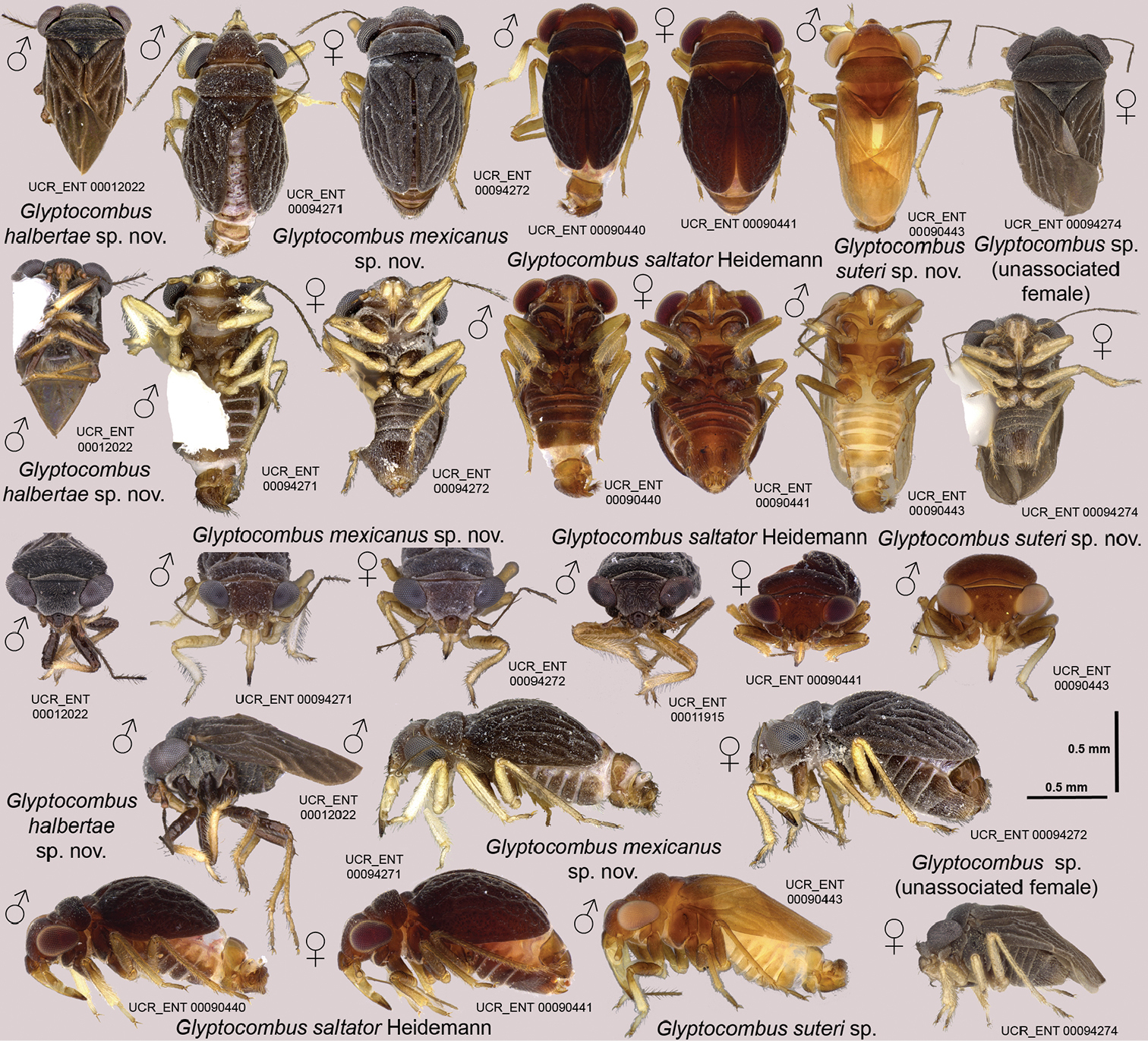
Schizopteridae, Hypselosomatinae: espèces du genre Glyptocombus d'Amérique du Nord.
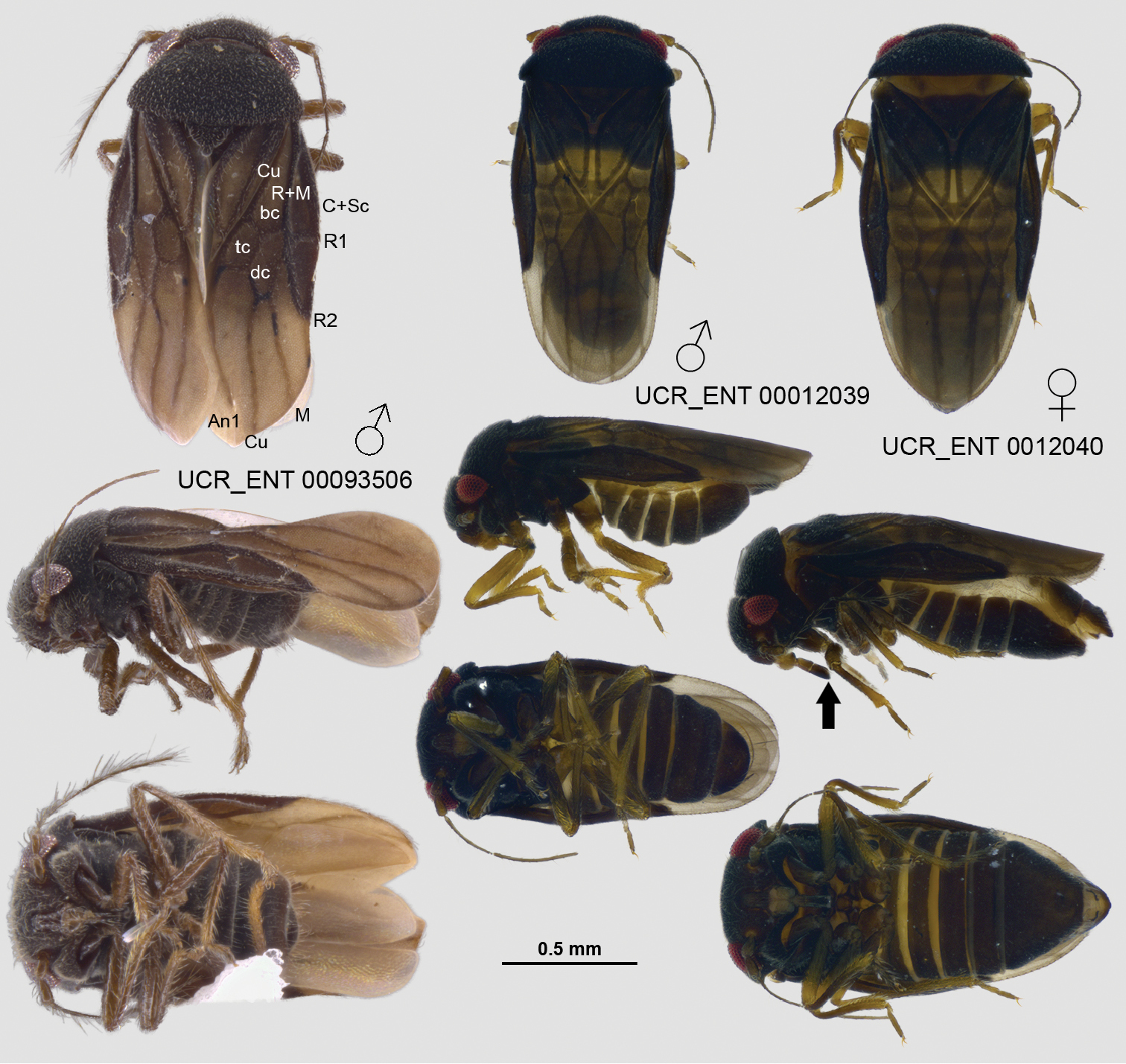
Schizopteridae: Corixidea major, espèce du Sud des États-Unis
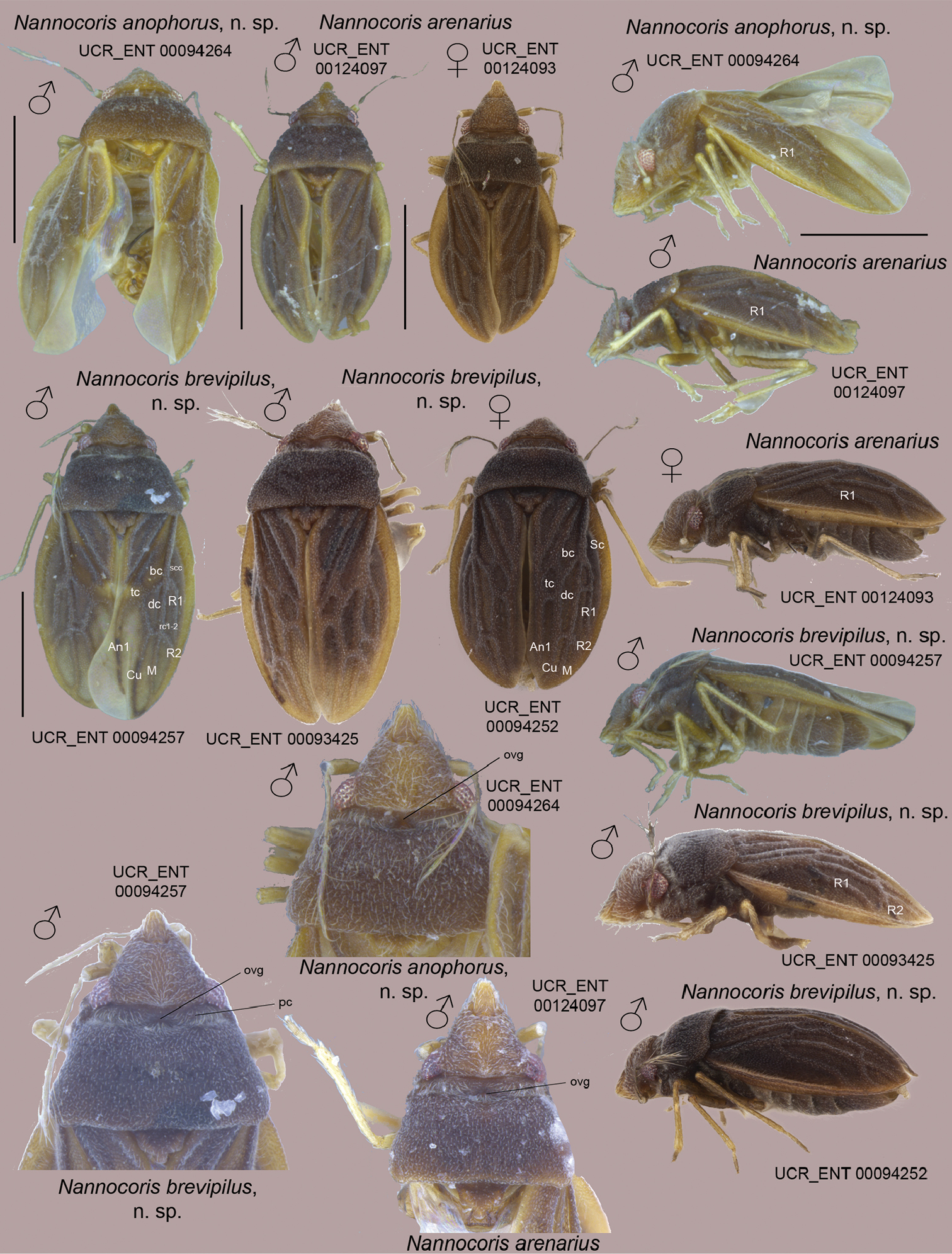
Schizopteridae Schizopterinae: espèces du genre Nannocoris d'Amérique du Nord.
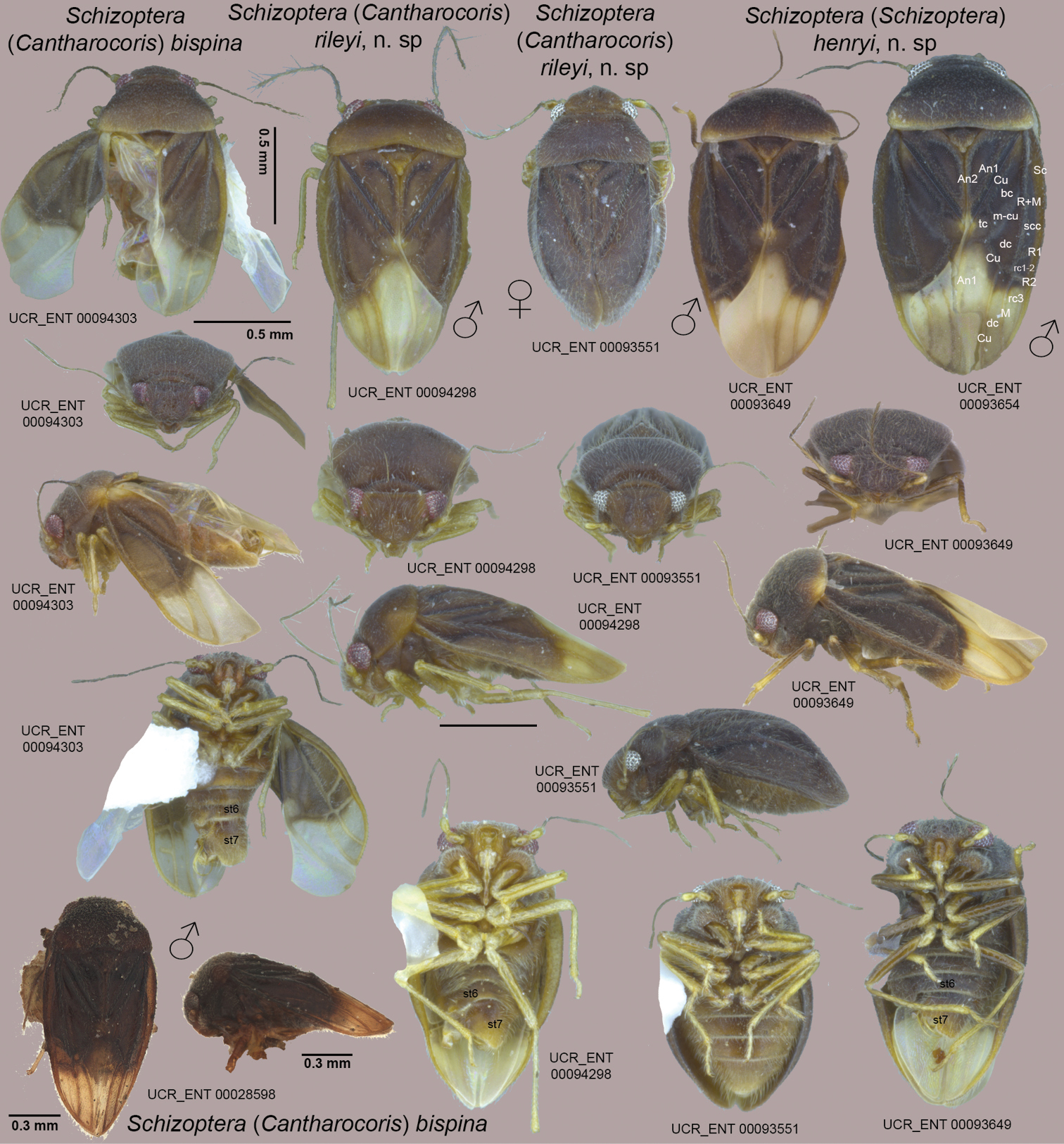
Schizopteridae Schizopterinae: espèces du genre Schizoptera d'Amérique du Nord.